# Pourriture blanche
La pourriture blanche est un nom vernaculaire générique donné à différents types de maladies cryptogamiques d'origines diverses.
- la sclérotiniose est due aux champignons du genre Sclerotinia.
- la pourriture blanche du bois est aussi appelée pourriture fibreuse.
- la pourriture blanche de l'ail et de l’échalote est due à Stromatinia cepivora.